# Авиња (Болцано)
Авиња (итал. Avigna) је насеље у Италији у округу Болцано, региону Трентино-Јужни Тирол.
Према процени из 2011. у насељу је живело 251 становника. Насеље се налази на надморској висини од 872 м.